# Lifstrup
Lifstrup er en bebyggelse i den nordligste del af Vester Nebel Sogn i Esbjerg Kommune. Den grænser op til Varde Sdr. Plantage, Grimstrup Sogn og Bryndum Sogn. I syd udgør Alslev Å skellet mod resten af sognet. Størsteparten af ejerlavets jord var i gamle dage hede, som er opdyrket i dag.
Byen er kendt tilbage til mindst 1200-tallet, dvs fra vikingetiden. 1323 hed byen Lipsthorp – sandsynligvis er byen navngivet efter en mand ved navn Lip. Den gamle by lå i nærheden af åen. Der var i 1600-tallet kun 4 gårde. I 1787 6 gårde. I løbet af 1800-tallet og begyndelsen af 1900-tallet opstod nye ejendomme på Lifstrup hede. Men især efter 1930 oprettedes mange nye brug. I dag er der 59 gårde og huse. Lifstrup fik egen smedje og købmandsforretning 1930, senere også foderstofforening – alle er nedlagte i dag.